# Welen
Welen (ukrainisch Велень; russisch Велень, polnisch Welin) ist ein Dorf im nördlichen Zentrum der ukrainischen Oblast Schytomyr mit etwa 40 Einwohnern.

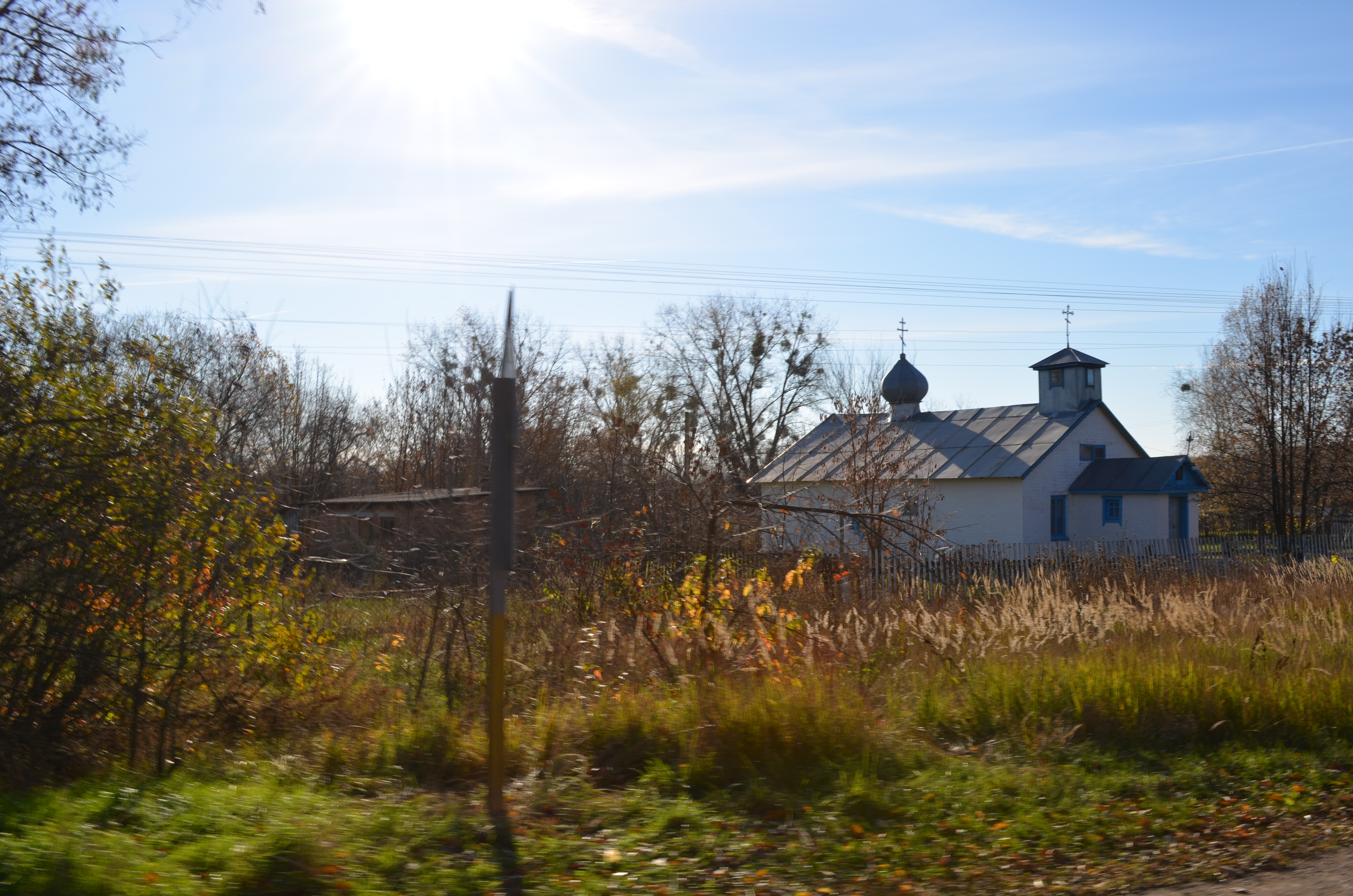
Kirche im Ort

Das Dorf entstand 1921 im Zuge der sowjetischen Kollektivierung und liegt an der ukrainischen Regionalstraße R-49, 13 Kilometer westlich der Rajonshauptstadt Korosten und 80 Kilometer nördlich der Oblasthauptstadt Schytomyr.
Am 28. Juli 2016 wurde das Dorf ein Teil der neugegründeten Landgemeinde Uschomyr, bis dahin war es Teil der Landratsgemeinde Kupyschtsche (Купищенська сільська рада/Kupyschtschenska silska rada) im Nordwesten des Rajons Korosten.